# Faustino Reyes
Faustino Reyes López (Marchena, 4 de abril de 1975) es un deportista español que compitió en boxeo.
Participó en los Juegos Olímpicos de Barcelona 1992, obteniendo una medalla de plata en el peso pluma. En su carrera disputó en total 178 combates amateurs (139 victorias, 35 derrotas y 4 nulos).

## Palmarés internacional
| Juegos Olímpicos | Juegos Olímpicos   | Juegos Olímpicos | Juegos Olímpicos |
| Año              | Lugar              | Medalla          | Categoría        |
| ---------------- | ------------------ | ---------------- | ---------------- |
| 1992             | Barcelona (España) | Medalla de plata | 57 kg            |

## Premios, reconocimientos y distinciones
- Medalla de Plata de la Real Orden del Mérito Deportivo, otorgada por el Consejo Superior de Deportes (1994)[4]